# Artemisz
Artemisz (görögül Ἄρτεμις; a rómaiaknál Dianának feleltették meg) Zeusz és Létó gyermeke, Apollón ikertestvére a görög mitológiában. 
Neve a görög ἀρτεμής (egészséges) szóval rokonítható, azonban eredetileg az anatóliai lüdök istennője volt, Artimosz néven, ezért a szó etimológiája inkább fordított lehet, a görög szó származhat a lüdből. A lüdökön keresztül kultusza a hettita mitológiához kapcsolódik. Artemisz a Hold, a vadászat  és az íjászat[forrás?] szűz istennője, ő segít a szülésnél és védelmezi a nőket és a gyermekeket. A vadállatok úrnője is. Melléknevei: nyilakatontó, nyílszerető, zajongó, vadűző.

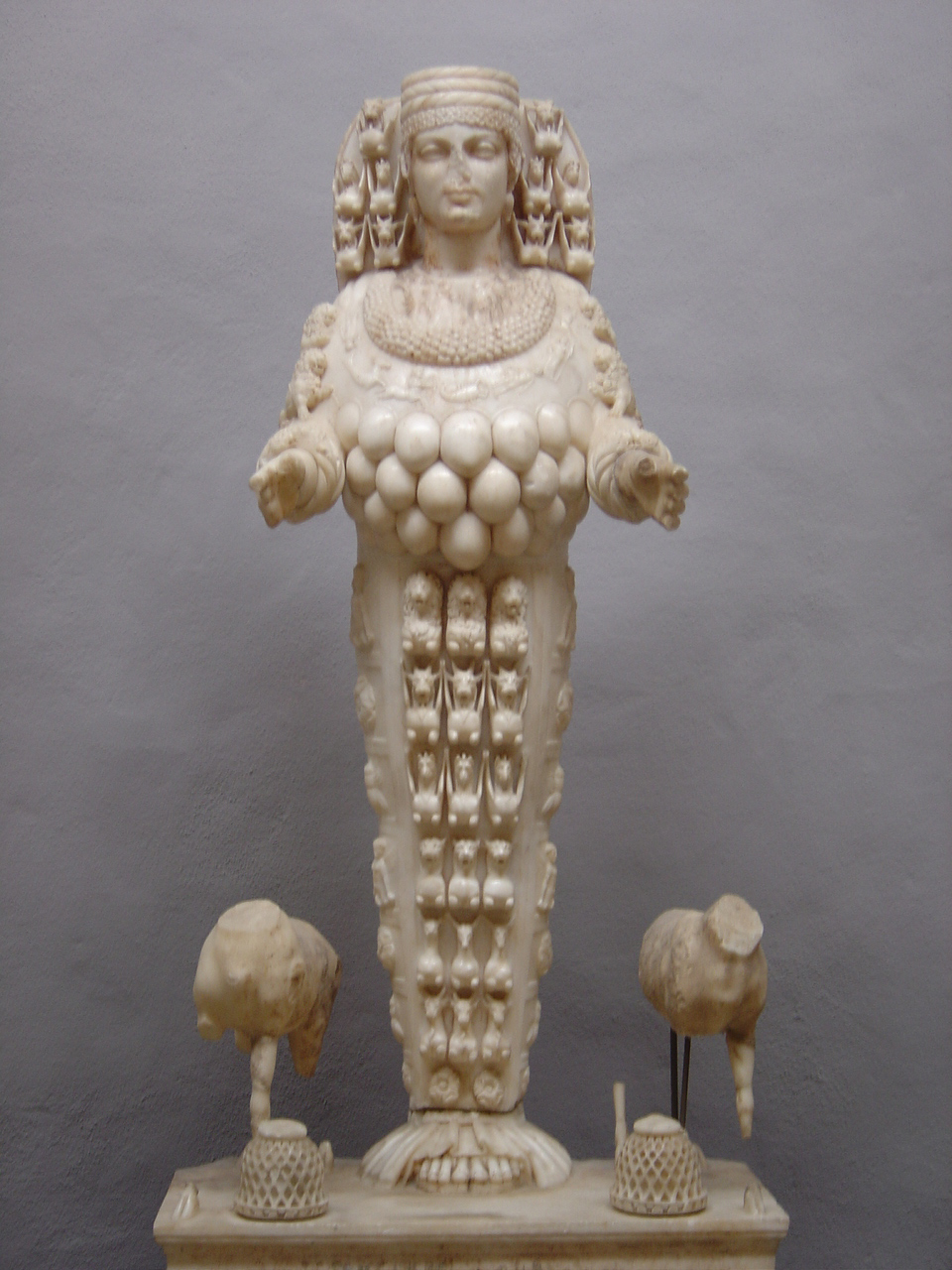
Az Epheszoszi Artemisz-templom Artemisz szobra, római márvány másolat a görög eredetiről, Törökország

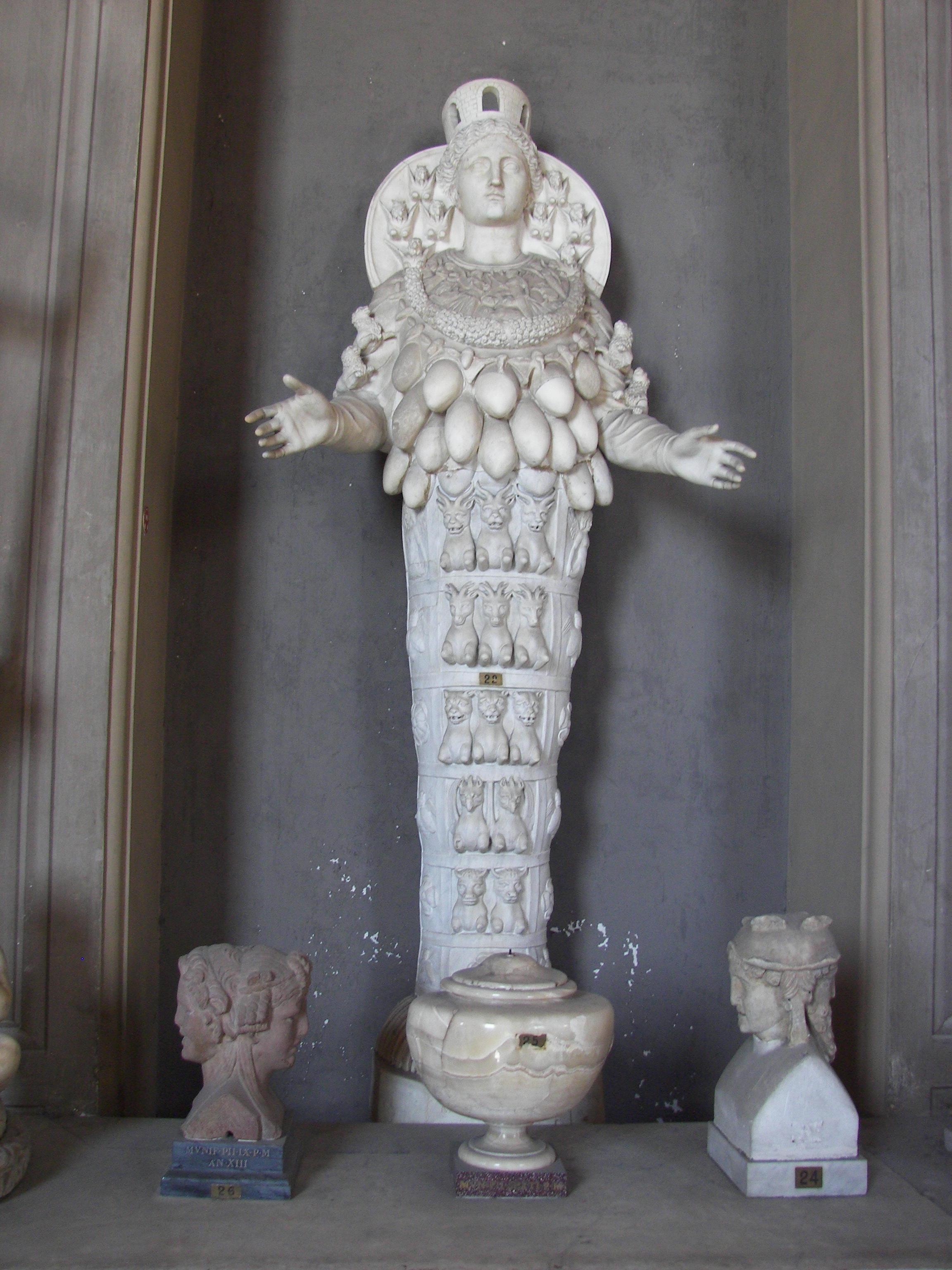
A Vatikáni Múzeumban őrzött Artemisz szobor. A római szobormásolat modern elemzői szerint az „emlők” valójában az istennőnek évente áldozott szent bikák preparált heréi egy vastag, míves lánchoz rögzítve

## Mitológia

### Artemisz születése
A legendák szerint egy egész nappal testvére előtt született. A Héra bosszúja elől menekülő Létó Ortügián adott neki életet, és csak Artemisz segítségével tudott átjutni a Héra hatásköre alól mentes Délosz szigetére. Artemisz segített anyjának világra hozni Apollónt, így első isteni feladata lett a gyermekszülés védelmezése. Ezen kívül ő lett a vadászat, a vadon, a vadállatok, a termékenység és a Hold szűz istennője. Szent állata a szarvastehén volt. 
Szenvedélyes vadász volt, akit rövid szoknyában ábrázoltak vállán azzal a tegezzel, amelyben Héphaisztosz és a küklópszok készítette nyilak és az íja volt. Ezekkel mindig célba talált Artemisz. Ezenkívül, mint a Hold istennője homlokán egy félholdat is viselt. Leggyakrabban a távoli hegyi erdőket járta nimfákkal a sarkában, akik közül csak a szűzeket tűrte meg maga körül. Ezekben az erdőkben vadászott leggyakrabban oroszlánra, párducra, szarvastehénre és szarvasbikára. Ennek ellenére ő volt gondozójuk, aki segítette, védte őket és utódlásukat biztosította. A szülő nők is gyakran hívták segítségül, ő volt a vajúdó nők védelmezője, de ha valaki meghalt szülés közben, úgy tartották, hogy az Artemisz áldozata lett. Úgy mint testvére ő is rendelkezett gyógyerővel, de nyilai ugyanúgy rettenetes járványokat is kilőttek, úgymint veszettséget, leprát és köszvényt.

### A szűz istennő
Artemisz, látva az istenek bánatát és küzdelmét a szerelem miatt, háromévesen úgy döntött, megkéri Zeuszt, hogy ajándékozzon neki örök szüzességet. Az istennő igen kemény büntetést rótt ki arra, aki tisztaságát akár csak egy kicsit is veszélyeztette. Így történt egyszer, hogy egy Aktaión nevű vadász megpillantotta Artemiszt és nimfáit, ahogyan egy eldugott medencében meztelenül fürdöttek. A csodás látványtól Aktaión teljesen megfeledkezett magáról és mereven bámulta az istennőt. Artemisz észrevette a leskelődőt és szarvassá változtatta, majd dühében ráuszította Aktaiónra a saját kutyáit, akik széttépték szarvasnak hitt gazdájukat.

### Orión
A görög mitológia szerint Órión, Poszeidón és Eurüalé fia, egy óriás termetű vadász volt. Órión feleségét, Szidét Héra az alvilágba taszította. Órion bánatában újra nősülni akart és Oinopión lányát, Meropét kérte feleségül. Oinopión azonban berúgatta és megvakította. A vak Órión ekkor a vállára vette Kédaliónt, a fémek megmunkálásának mesterét, s kérte, hogy forduljon a felkelő nap felé és a hajnali nap sugarai visszaadták látását.
Artemisz szépsége megérintette az újra látó Óriónt, és szerelmével üldözte Artemiszt, az "örök szűz istennőt". Órión kutyájával, Szíriusszal elrabolta Artemiszt, akit meg akart erőszakolni. Más változat szerint  Artemisz istennő  szeretett bele a daliás Órionba. Órión azonban az istennő társnői, a pleiaszok rabjává lett, ezért Artemisz bosszúból egy skorpiót küldött utána, amely megölte .Egy másik monda szerint Héra tébolyt szabadított rá, ezért minden kisebb állatot (például mókusokat,sünöket...)megölt, de amikor Artemisz meglátta, hogy mit csinál Órión, rögtön lenyilazta. Más változatban Artemisz istennő lenyilazta Óriónt és kutyáját, Szíriuszt. Egy másik monda szerint Artemisz, a vadászat istennője egy mérges skorpiót küldött Órión után, ami halálra marta az óriást, ezért az istenek felküldték őket a mennybe, ahol a skorpió még az égen is üldözi Óriónt, de ott már sohasem érheti el, mert a Skorpió csillagkép csak akkor kerül a látóhatár fölé keleten, miután az Orion csillagkép már lenyugodott nyugaton. A gyakorlatban ez azt jelenti, hogy míg az Orion főleg télen látható, a Skorpió jellegzetesen nyári csillagkép. A történetben szereplő Plejádokat Zeusz változtatta csillagokká. A Nagykutya és a Kiskutya csillagképek Orionnak, az égi vadásznak kísérői. A Nagykutya csillagkép legfényesebb csillaga a Szíriusz. Néha a Szíriuszt „kutyacsillagnak” nevezik.

### Kallisztó
Történt egyszer, hogy Zeusz szemet vetett Artemisz egyik nimfájára, Kallisztóra, akit úgy csábított el, hogy Artemisznek álcázva magát megkörnyékezte a nimfát. Miután megszületett tőle Arkasz, Artemisz iszonyatos dühében Kallisztót medvévé változtatta, majd levadászta. Az ő emlékét őrzi az éjszakai égbolton a Nagy Medve csillagképe, azaz a Göncölszekér.

### Iphigeneia és Niobé
Artemisz igen érzékeny volt a neki szentelt helyek és állatok megsértésére. Így történt, hogy miután Agamemnón Artemisz ligetében levadászott egy szarvastehenet, hajóival Trója ostromára menvén megállt a szél, és a hajók semerre nem mozdultak. Egy látnok, Kalkhasz ekkor azt mondta Agamemnónnak, hogy az istennő haragja csak úgy törhető meg, ha feláldozzák neki egyetlen leányát, Iphigeneiát. Agamemnón hosszas tépelődés után beleegyezett az áldozatba. De végül Artemisz megszánta a máglyára küldött hercegnőt, és a lángok közül az utolsó pillanatban kimentette őt, majd papnőjévé tette. 
Történt egyszer, hogy Apollón olyan hírekkel érkezett Artemiszhez, miszerint Niobé, egy halandó gúnyolta Létót, hogy csak két gyermeket szült, míg neki tizenkét gyermeke volt. Bosszúból ezért Apollón a fiait, Artemisz pedig a leányait nyilazta le.

### Arethusza
Ám nem csak a bosszú és a düh volt jellemző Artemiszre, hiszen sokszor megsegítette az embereket, így például az Alpheiosz folyamisten szerelme elől menekülő Arethuszát is, akit folyóvá változtatott.

## Tisztelete
Az ókori Hellászban Artemiszt sokfelé tisztelték, és amikor a leányok elérték a pubertás kort, akkor Artemisznek ajánlották őket, mint szüzeket. Amikor majd házasságra adták a fejüket, aminek egyébként Artemisz nem volt ellenében, akkor egy áldozati máglyán fel kellett áldozniuk addigi szűz gyermekéletük holmijait, így a babákat, játékokat és egy hajfürtjüket. A vadászistennő tiszteletére Braurónban és Spártában is tartottak nagy ünnepeket, de legjelentősebb tisztelete a kis-ázsiai Epheszoszban alakult ki, ahol felépítették az Artemisziont, amely olyan pompás lett, hogy az ókori világ hét csodájának egyikeként tartják számon. Egy ókori trák istenség, Bendisz kultusza kapcsolódott össze a vadászat istennőjének görög kultuszával. Rómában Diana néven tisztelték.